# L'uomo del mare
L'uomo del mare (Sea Hunt) è una serie televisiva statunitense in 22 episodi trasmessi per la prima volta nel corso di una sola stagione dal 1987 al 1988. È il remake della serie televisiva Avventure in fondo al mare (Sea Hunt, 1958-1961).
È una serie d'avventura incentrata sulle vicende del sub Mike Nelson (interpretato da Ron Ely) impegnato insieme alla figlia Jennifer, in missioni di salvataggio o di supporto nelle acque della Florida.

## Personaggi e interpreti
- Mike Nelson, interpretato da Ron Ely.
- Jennifer Nelson, interpretata da Kimber Sissons.

## Produzione
La serie, ideata da Ivan Tors, fu prodotta da MGM Television e girata a Vancouver e a Victoria nella Columbia Britannica in Canada.

## Distribuzione
La serie fu trasmessa negli Stati Uniti dal 26 settembre 1987 al 12 marzo 1988. In Italia è stata trasmessa con il titolo L'uomo del mare.

## Episodi
| Stagione       | Episodi | Prima TV USA |
| -------------- | ------- | ------------ |
| Prima stagione | 22      | 1987-1988    |